# Aleš Debeljak
Aleš Debeljak, né le 25 décembre 1961 à Ljubljana et mort le 28 janvier 2016 à Peračica (en), est un poète, essayiste, traducteur et critique culturel yougoslave puis slovène.

## Biographie
Aleš Debeljak a étudié la littérature comparée à l’université de Ljubljana, dont il sort diplômé en 1985. Il poursuit son cursus aux États-Unis en étudiant la sociologie de la culture à l'université de Syracuse.
Il meurt dans un accident de la route à l'âge de 54 ans.

## Œuvres
- Minutes de la peur [Minute strahu], recueil de poèmes traduit du slovène par Andrée Lück-Gaye, Pézenas, éditions Domens, 2001.